# Plataforma de desenvolvimento sem código (no-code)

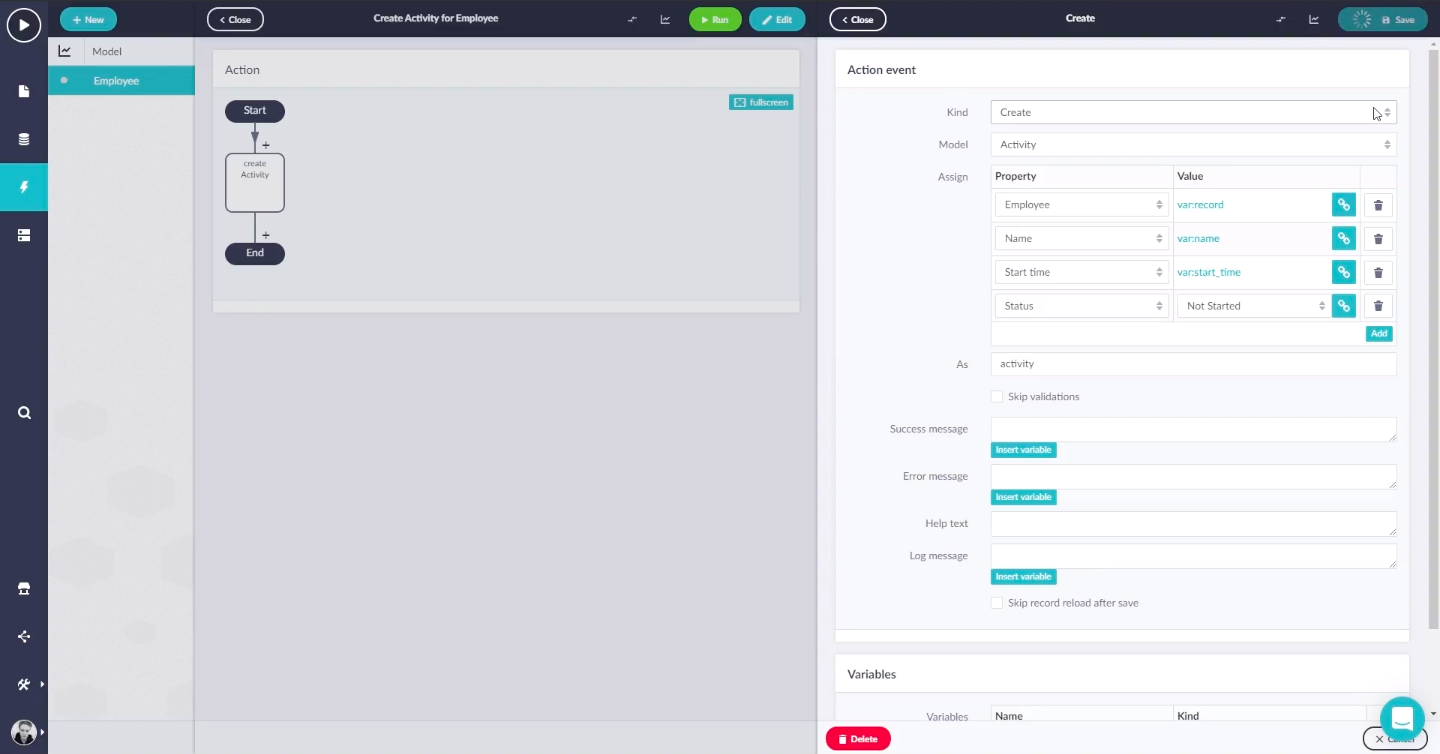
Esta é a interface do usuário da plataforma de aplicativos sem código Betty Blocks.

As plataformas de desenvolvimento sem código (em inglês No-code development platform, sigla NCDP) permitem que programadores e pessoas sem conhecimento de programação criem software aplicativo usando interfaces gráficas e configurações em vez da programação de computador tradicional. As plataformas de desenvolvimento sem código estão muito relacionadas às plataformas de desenvolvimento com baixo código (low code), pois ambas são projetadas para agilizar o desenvolvimento de aplicativos. Essas plataformas aumentaram em popularidade à medida que as empresas lidam com as tendências de uma força de trabalho cada vez mais móvel e um fornecimento limitado de desenvolvedores de software competentes.
As plataformas variam bastante em suas funcionalidades, integrações e nichos de mercado. Algumas podem ser focadas em uma função de negócios específica, como captura de dados ou fluxo de trabalho, enquanto outras podem integrar ferramentas de planejamento de recursos empresariais inteiras em um formato móvel.
Essas plataformas são conhecidas na Ciência da Computação como linguagens de programação Visual.

## Uso
Plataformas sem código são usadas para atender às necessidades de empresas que buscam digitalizar processos por meio de aplicativos móveis baseados em nuvem. As ferramentas sem código geralmente são projetadas com os usuários de linha de negócios em mente, ao contrário da TI tradicional. Essa mudança de foco tem como objetivo ajudar a acelerar o ciclo de desenvolvimento, contornando as restrições tradicionais que desenvolvimento de TI tem de tempo, dinheiro e recursos humanos de desenvolvimento de software escassos para permitir que as equipes alinhem sua estratégia de negócios com um processo de desenvolvimento rápido. Os NCDPs também costumam aproveitar APIs em escala corporativa e catálogos de web services, data sets abertos e galerias de modelos testados e comprovados, para ajudar a integrar os sistemas de negócios existentes enquanto adiciona uma camada prática de funcionalidade do usuário.
A transição do software empresarial tradicional para uma metodologia de desenvolvimento enxuta (lean) também está mudando a função dos líderes e departamentos de TI tradicionais . Considerando que a TI antes fornecia não apenas a aprovação de novas tecnologias, mas também a aquisição e o desenvolvimento de novas ferramentas, a função da TI agora é cada vez mais a de governança sobre a linha de negócios que desenvolve ferramentas de nicho para seu fluxo de trabalho.
Os benefícios potenciais da utilização de uma plataforma sem código incluem:
- Acesso - Em 2018, estimou-se que mais da metade de todos os aplicativos móveis B2E (business-to-employee) seriam criados por analistas de negócios corporativos usando ferramentas sem código. Essa mudança contínua aumenta muito o número potencial de pessoas que criam aplicativos —muda de pessoas com habilidades de codificação a qualquer pessoa com acesso à Internet e visão de negócios.[8]
- Agilidade - Plataformas sem código normalmente fornecem algum grau de modelo para interface de usuário e funcionalidade de experiência do usuário (UX) para necessidades comuns, como formulários, fluxos de trabalho e exibição de dados, permitindo que os as pessoas que criam agilizem partes do processo de criação de aplicativos.[9]
- Riqueza - Plataformas sem código, que antes eram limitadas a funções de aplicativo mais básicas, fornecem cada vez mais riqueza de recursos e integrações que permite às pessoas projetar, desenvolver e implantar aplicativos que atendam a necessidades específicas de negócios.[10]

## Sem Código vs. Baixo Código
A distinção entre plataformas de desenvolvimento sem código e com baixo código pode parecer pouco clara, dependendo da natureza do conjunto completo de funcionalidades de uma plataforma de desenvolvimento. No entanto, há uma série de distinções principais que separam o funcionamento e os casos de uso para cada tipo de plataforma.
- Criador de aplicativos - as plataformas sem código são acessíveis a qualquer usuário final, enquanto as plataformas com baixo código exigem desenvolvedores com conhecimento de linguagens de codificação que possam trabalhar dentro das restrições da plataforma para agilizar o processo de desenvolvimento.
- Projeto central - plataformas sem código tendem a funcionar com base em uma abordagem declarativa e orientada por modelo, onde o usuário final dita o design de um aplicativo por meio de manipulação de arrastar e soltar ou de uma lógica simples. As plataformas de baixo código geralmente empregam um modelo de desenvolvimento semelhante com uma dependência maior do código rígido para ditar a arquitetura central de um aplicativo.
- Interface do usuário - plataformas sem código na maioria das vezes dependem de uma camada de interface do usuário predefinida que simplifica e otimiza o design de um aplicativo. Plataformas de baixo código podem fornecer maior flexibilidade nas opções de UI ao custo de requisitos de codificação adicionais.[2]

## Preocupações com segurança
À medida que as plataformas de desenvolvimento sem código continuam a ganhar popularidade, preocupações com segurança  também aumentaram, especialmente para aplicativos que lidam com dados do consumidor. Uma suposição comum é que as plataformas sem código seriam mais vulneráveis a ameaças à segurança, pois esses aplicativos são frequentemente desenvolvidos por pessoas não técnicas. Na realidade, o código escrito do zero é frequentemente um risco de segurança maior do que o código de uma plataforma que foi validada por seu uso consistente em vários aplicativos. As soluções sem código permitem que as plataformas ocultem o que acontece nos bastidores dos usuários, para que os usuários finais possam alterar ou modificar um campo sem que possam manipular a funcionalidade do aplicativo e comprometer a segurança.

## Críticas
- Lacuna de habilidades - Alguns profissionais de TI questionaram se capacitar usuários de negócios comuns que não podem escrever código é um esforço sustentável.
- Tendência vs Modismo - Algumas plataformas sem código também foram comparados a outras ondas de codificação, como linguagens de programação de quarta geração e desenvolvimento rápido de aplicativos, que prometiam revolucionar o desenvolvimento de software.[13]

## Plataformas de desenvolvimento sem código notáveis
- Adalo
- Airtable
- Arkeyva
- Google AppSheet
- Appy Pie
- Albato
- Aquafadas
- Bubble
- Creatio
- DaDaBIK
- DronaHQ Studio
- FileMaker
- Flexio
- Kintone
- monday.com
- Ninox
- Jet Admin
- PWCT
- QuickBase, Inc.
- Salesforce.com Lightning Platform
- Triggre
- Construtor de sites Silex
- Webflow
- WEM
- Zapier

## Agências sem código
- 8020
- Avalan Labs
- Inativo
- Nafite
- Round Pegs
- Zeroqode